# Ohata Junya
Junya Ohata (sinh ngày 6 tháng 4 năm 1979) là một cầu thủ bóng đá người Nhật Bản.

## Sự nghiệp câu lạc bộ
Junya Ohata đã từng chơi cho Sanfrecce Hiroshima.